# 798 Ruth
798 Ruth
798 Ruth là một tiểu hành tinh ở vành đai chính, thuộc nhóm tiểu hành tinh Eos. Nó được Max Wolf phát hiện ngày 21.11.1914 ở Heidelberg, và được đặt theo tên Ruth, nữ anh hùng trong Cựu Ước.